# Direct Mapping
Das Direct Mapping bzw. die Direktabbildung ist ein Verfahren, das die Konvertierung von beschreibungslogischen Axiomen in Logikprogrammregeln (und umgekehrt) ermöglicht. 
Mit Logikprogrammregeln kann man logische Zusammenhänge, z. B. Implikationen formulieren. Beispiel: die Regel
{\displaystyle Ruede(X)\leftarrow Hund(X),Maennchen(X).}
bedeutet, dass jedes Objekt X, das die Eigenschaften „Hund“ und „Maennchen“ erfüllt, ein „Ruede“ ist. Dieser Wissensrepräsentationsformalismus ist weit verbreitet, unter anderem findet er in logischen Programmiersprachen wie Prolog Verwendung. In den letzten Jahren gewann mit den Beschreibungslogiken (engl. Description Logic) jedoch ein weiterer Repräsentationsformalismus an Bedeutung. Mit ihm lassen sich unter anderem Unterkonzeptbeziehungen gut modellieren, z. B. könnte man „Mann“ als Unterklasse von „Mensch“ definieren, da ein Mann ein näher spezifizierter Mensch ist:
{\displaystyle Mann\sqsubseteq Mensch}
Beide Formalismen haben bezüglich Ausdrucksmächtigkeit und Entscheidbarkeit ihre Vor- und Nachteile, weswegen sie auch parallel existieren. Das Direct Mapping ermöglicht, die beiden Repräsentationsformalismen ineinander überzuführen, was sinnvoll sein kann, wenn Wissen aus mehreren Wissensbasen gemeinsam genutzt werden soll. Dies ist unter anderem im Kontext des semantischen Webs interessant. Das Verfahren kann jedoch nur auf einer Teilmenge des Schnittes von Beschreibungslogik und Logikprogrammen angewendet werden. Die Mächtigkeit der durch diese Schnittmenge definierten Sprache entspricht etwa der von OWL Lite. 
Erstmals erwähnt wurde das Direct Mapping im Jahre 2003 in einem Artikel von Benjamin N. Grosof.